# ヴェドゥータ
- ベドゥータ
- ベデュータ

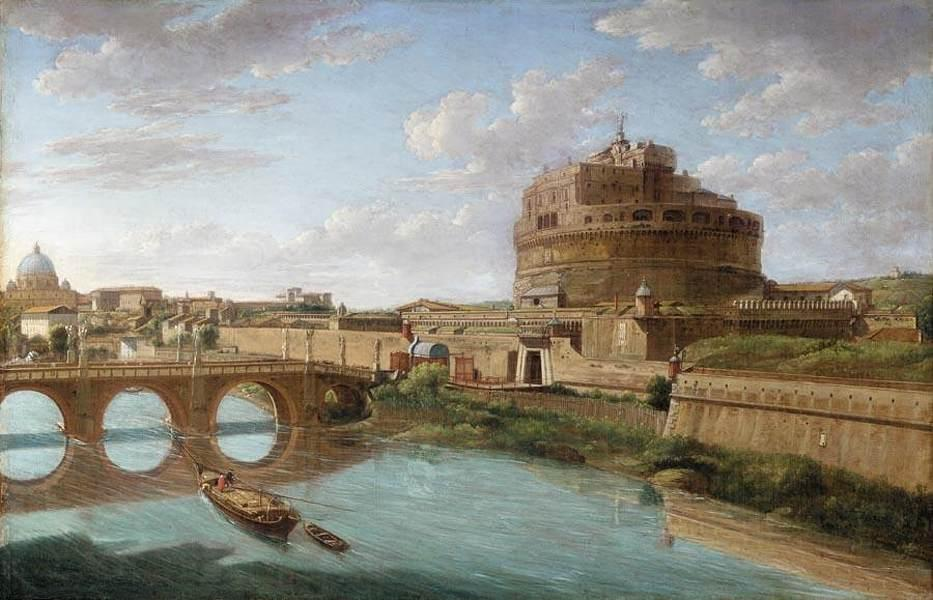
ヘンドリック・フランス・ファン・リント『テヴェレ川の景観』(18世紀前半、私蔵)

ヴェドゥータ（Veduta）とは、都市の景観をきわめて精密かつ大規模に描いた絵画または印刷物。
vedutaはイタリア語で景観（view）という意味。複数形はvedute。ヴェドゥータを描く画家はvedutistiと呼ぶ。都市景観画（としけいかんが）とも訳される。

## 歴史
風景画というジャンルが生まれたのは、16世紀、フランドルのパウル・ブリルあたりからと言われる。17世紀になって、オランダの富裕な中流階級が地元愛をアピールする目的で、見てそれとわかる都市や田園の風景を細密に描いた特産品の絵をオランダ人画家たちが作りだした。その代表的作品が、ヨハネス・フェルメールの『デルフトの眺望』である。ヴェドゥータの発展に大きな貢献をしたのはそのオランダのヘント出身で、17世紀後半にローマに住んでいた建築家・製図家・彫刻師のLievin Cruylである。Cruylは都市景観の地形上の外観を線図で再現した。
18世紀、グランドツアーが普及すると、フォロ・ロマーノやカナル・グランデのヴェドゥータがイギリス人貴族の大陸への興味を掻き立てた。18世紀中頃になると、ヴェネツィアがヴェドゥータの中心として知られるようになった。カナレットとフランチェスコ・グアルディの一族がこのジャンルの作品を多く制作し、そのうち何人かはヴェネチアを離れ、ヨーロッパの他の都市で活動した。たとえば、カナレットはロンドン、その甥のベルナルド・ベッロットはドレスデンとワルシャワへ行った。
ヴェネツィア以外のイタリアの都市では、ヴェドゥータは特異な進化を遂げた。廃墟を得意としたジョバンニ・パオロ・パンニーニ、都市景観に加えて人間や動物に脇役の役割を与えたカスパー・ファン・ウィッテルやヘンドリック・フランス・ファン・リント、ガスパール・デュゲのような古典的な風景画をヴェドゥータに発展させたヤン・フランス・ヴァン・ブローメン、などである。
やがてヴェドゥータの中に、パンニーニの絵のように架空の景観を描いたものも出てくる。カプリッチョまたはvedute ideate、veduta di fantasiaと呼ばれるものである。ジョヴァンニ・バッティスタ・ピラネージはこのジャンルのエッチングの第一人者で、『ローマの景観』シリーズは大ヒットした。
19世紀になって、人々は地形上の正確さより個人的な印象を求めるようになり、それはヴェドゥータではない他の絵画、後には写真、パノラマがそれに応えた。
ヴェネツィアではイタリア国外出身の画家たちがコミュニティを作っていて、ガリツィア出身のアントニエッタ・ブランダイス、スペインからマルティン・リコ、マリアノ・フォルトゥーニ、アントニオ・レイナ・マネスカウ(Antonio María Reyna Manescau、ラファエル・セネト・ペレス、ペルーからフェデリコ・デル・カンポらが活動していた。ヴェネツィアの景観画は国際的に需要があり、これらの画家たちはイタリアの景観画を描くことだけで大きな名声を得た。とくにデル・カンポの景観画はイギリス人観光客らに人気で、同じ場所の風景を何度も描くことになった。レイナ・マネスカウも同様で同じ景観をわずかに違えたものを描き続けた。